# Soncam sahretyja
Soncam sahretyja (in bielorusso Сонцам сагрэтыя?) è il primo album in studio del duo musicale bielorusso NAVI, pubblicato il 15 dicembre 2014. L'album contiene 7 brani in lingua bielorussa.

## Tracce
1. Piligrym – 3:18
2. Bjažy – 3:22
3. Ščasce – 5:59
4. Vydumaj – 4:40
5. Dzjakuju – 3:53
6. Vyberu san – 3:14
7. Stefka – 3:47